# Mesoproterozoikum
| Äon                                      | Ära                                                 | Periode    | ≈ Alter (mya) |
| später                                   | später                                              | später     | jünger        |
| ---------------------------------------- | --------------------------------------------------- | ---------- | ------------- |
| P r o t e r o z o i k u m Dauer: 1959 Ma | Neoproterozoikum Jungproterozoikum Dauer: 459 Ma    | Ediacarium | 541 ⬍ 635     |
| P r o t e r o z o i k u m Dauer: 1959 Ma | Neoproterozoikum Jungproterozoikum Dauer: 459 Ma    | Cryogenium | 635 ⬍ 720     |
| P r o t e r o z o i k u m Dauer: 1959 Ma | Neoproterozoikum Jungproterozoikum Dauer: 459 Ma    | Tonium     | 720 ⬍ 1000    |
| P r o t e r o z o i k u m Dauer: 1959 Ma | Mesoproterozoikum Mittelproterozoikum Dauer: 600 Ma | Stenium    | 1000 ⬍ 1200   |
| P r o t e r o z o i k u m Dauer: 1959 Ma | Mesoproterozoikum Mittelproterozoikum Dauer: 600 Ma | Ectasium   | 1200 ⬍ 1400   |
| P r o t e r o z o i k u m Dauer: 1959 Ma | Mesoproterozoikum Mittelproterozoikum Dauer: 600 Ma | Calymmium  | 1400 ⬍ 1600   |
| P r o t e r o z o i k u m Dauer: 1959 Ma | Paläoproterozoikum Altproterozoikum Dauer: 900 Ma   | Statherium | 1600 ⬍ 1800   |
| P r o t e r o z o i k u m Dauer: 1959 Ma | Paläoproterozoikum Altproterozoikum Dauer: 900 Ma   | Orosirium  | 1800 ⬍ 2050   |
| P r o t e r o z o i k u m Dauer: 1959 Ma | Paläoproterozoikum Altproterozoikum Dauer: 900 Ma   | Rhyacium   | 2050 ⬍ 2300   |
| P r o t e r o z o i k u m Dauer: 1959 Ma | Paläoproterozoikum Altproterozoikum Dauer: 900 Ma   | Siderium   | 2300 ⬍ 2500   |
| früher                                   | früher                                              | früher     | älter         |

Das Mesoproterozoikum (=mittleres Proterozoikum) ist eine Ära (bzw. ein Zeitalter) der Erdgeschichte. Es stellt innerhalb des Äons des Proterozoikums die mittlere Ära dar. Das Mesoproterozoikum folgt dem Paläoproterozoikum und wird vom Neoproterozoikum abgelöst. Der Beginn des Mesoproterozoikums wird bei etwa 1600 Millionen Jahren, sein Ende bei etwa 1000  Millionen Jahren angesetzt.

## Geologie
Im Bereich der geologischen Entwicklung zeichnet sich das Mesoproterozoikum u. a. durch die Entstehung des Superkontinentes Rodinia aus.

## Biologie
Im Mesoproterozoikum tauchen zum ersten Mal in der Erdgeschichte Eukaryoten, Lebewesen die Zellkerne aufweisen, auf; zum Ende der Ära gibt es erstmals eine geschlechtliche Fortpflanzung.

## Untergliederung des Mesoproterozoikums
Das Mesoproterozoikum teilt sich in folgende Untereinheiten auf:
- Äon: Phanerozoikum (541–0 mya)
- Äon: Proterozoikum (2500–541 mya)
  - Ära: Neoproterozoikum (1000–541 mya)
  - Ära: Mesoproterozoikum (1600–1000 mya)
    - Periode: Stenium (1200–1000 mya)
    - Periode: Ectasium (1400–1200 mya)
    - Periode: Calymmium (1600–1400 mya)

  - Ära: Paläoproterozoikum (2500–1600 mya)
- Äon: Archaikum (4000–2500 mya)
- Äon: Hadaikum (4600–4000 mya)